# Муджа
Муджа (на италиански: Muggia; на словенски: Milje, Миле, на местен диалект: Muja, Муя) е град и община в Италия, в регион Фриули-Венеция Джулия, провинция Триест. Населението е около 13 500 души (2008). Това е по-южната община на Фриули-Венеция Джулия, и географско се намира в Истрия.

## Език
Официални общински език са и италианският и словенският. Най-голямата част от населението говори италиански.
| %     | Роден език      |
| 95,30 | Италиански език |
| 4,70  | Словенски език  |